# Blauwoorlori
De blauwoorlori (Eos semilarvata) is een vogel uit de familie Psittaculidae (papegaaien van de Oude Wereld). Het is een endemische vogelsoort van de Molukken (Indonesië).

## Kenmerken
De vogel is 24 cm lang en overwegend rood gekleurd met een oranje snavel. De veren op de kop vanaf de snavel, onder het oog tot de oorstreek zijn paarsblauw. Ook de buik en onderstaartdekveren zijn paarsblauw. De handpennen zijn zwart met een rode spiegel en de armpennen hebben zwarte uiteinden. De poten zijn grijs.

## Verspreiding en leefgebied
De vogel komt alleen voor in montaan tropisch bos en boomvormige heide van het eiland Ceram (Molukken) op hoogten boven de 1350 m boven zeeniveau, soms afdalend tot 800 m.

## Status
De blauwoorlori heeft een beperkt verspreidingsgebied en daardoor is de kans op uitsterven aanwezig. De grootte van de populatie is niet gekwantificeerd; de vogel is echter plaatselijk nog talrijk. De populatie wordt mogelijk aangetast door exploitatie (vangst voor kooivogelhandel) en habitatverlies. Er gelden beperkingen voor de handel in deze lori, want de soort staat in de Bijlage II van het CITES-verdrag maar het is geen bedreigde vogelsoort.